# Заречье (Гомельская область, Октябрьский район)
Заречье (бел. Зарэчча) — деревня в Октябрьском районе Гомельской области Белоруссии. В составе Краснослободского сельсовета.
На юге и востоке граничит с лесом.

## География

### Расположение
В 24 км на юго-запад от Октябрьского, 25 км от железнодорожной станции Рабкор (на ветке Бобруйск — Рабкор от линии Осиповичи — Жлобин), 232 км от Гомеля.

## Гидрография
На реке Оресса (приток реки Птичь).

## Транспортная сеть
Рядом автодорога Красная Слобода — Новосёлки. Деревянные крестьянские усадьбы вдоль автодороги.

## История
По письменным источникам известна с XVIII века как деревня в Минском воеводстве Великого княжества Литовского. После 2-го раздела Речи Посполитой (1793 год) в составе Российской империи. С начала XIX века в составе поместья Дубрава. В 1930 году жители вступили в колхоз. Согласно переписи 1959 года в составе совхоза «Краснослободский» (центр — деревня Красная Слобода).
Червоннослободский сельсовет в июне 2005 года был переименован в Краснослободский.

## Население

### Численность
- 2004 год — 7 хозяйств, 9 жителей.

### Динамика
- 1795 год — 5 дворов.
- 1858 год — 20 дворов, 154 жителя.
- 1959 год — 29 жителей (согласно переписи).
- 2004 год — 7 хозяйств, 9 жителей.